# Mont-d'Astarac
Mont-d'Astarac är en kommun i departementet Gers i regionen Occitanien i sydvästra Frankrike. Kommunen ligger i kantonen Masseube som tillhör arrondissementet Mirande. År 2022 hade Mont-d'Astarac 91 invånare.

## Befolkningsutveckling
Antalet invånare i kommunen Mont-d'Astarac
Referens:INSEE